# Organum Mathematicum

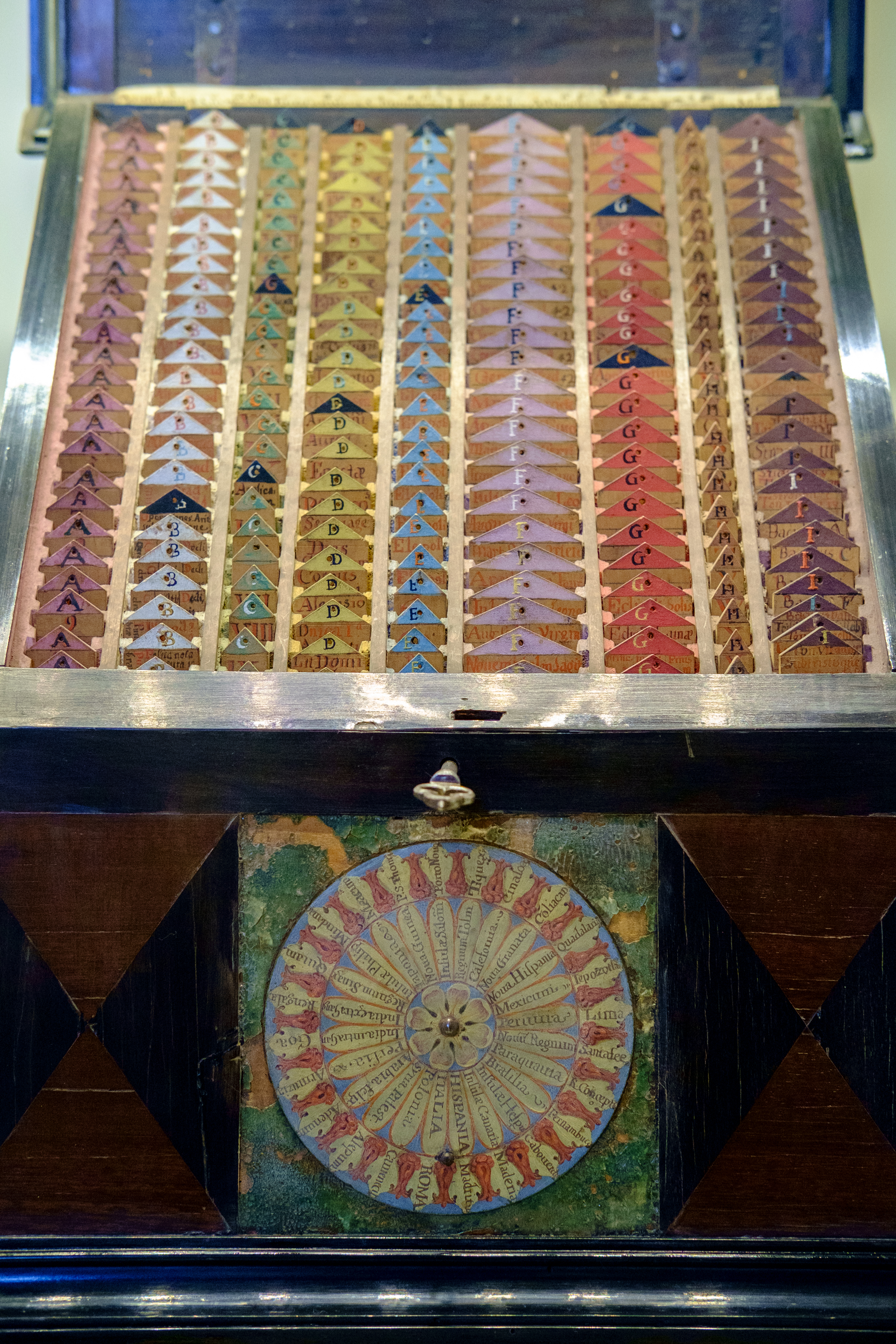
L'Organum Mathematicum.

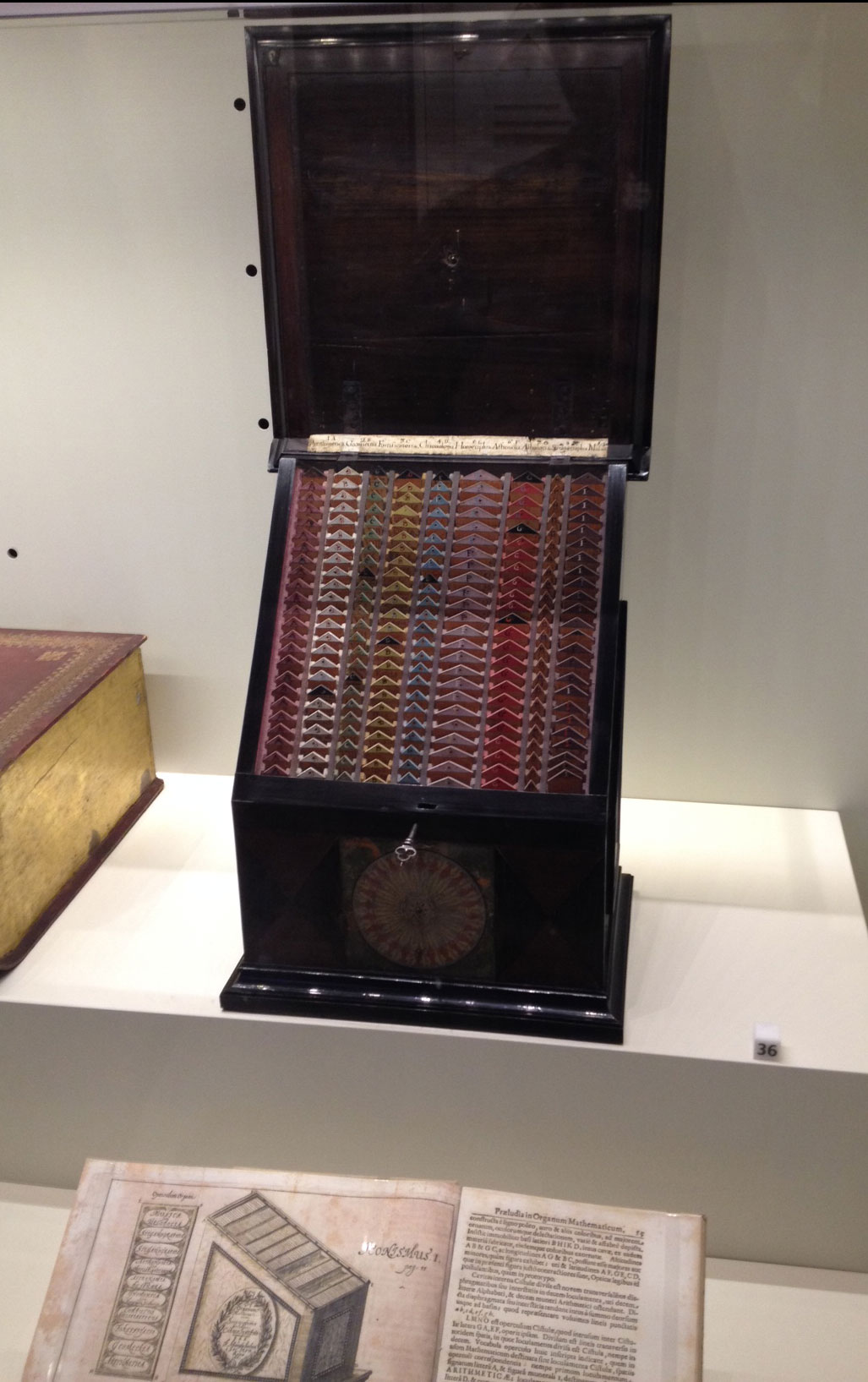
Vue d'ensemble.

L'Organum Mathematicum est un instrument mécanique conservé au Musée Galilée de Florence.
Il s'agit d'un instrument composé d'un récipient plaqué en bois, pourvu d'un couvercle en charnière. Sur le couvercle et sur la partie antérieure se trouvent deux carrelets tournants de cuivre peint. Sur l'arrière, un battant en charnière cache un petit compartiment. À l'intérieur, l'instrument est divisé en neuf compartiments, qui correspondent chacun à une discipline: l'arithmétique, la fortification, la chronologie, l'orographie, l'astronomie, l'astrologie, la stéganographie et la musique. Chacun de ces compartiments contient vingt-quatre petites lattes vergées qui se terminent par une pointe triangulaire colorée. Sur chacune des neuf séries de vingt-quatre lattes sont inscrites les définitions et les informations pertinentes pour les disciplines. Une latte au moins pour chacun des compartiments a une pointe colorée de noir ; c'est la table d'application, qui fournit les règles nécessaires à l'emploi. Afin de multiplier 74x8, par exemple, il faut extraire la latte avec la pointe noire du compartiment consacré à l'arithmétique et l'accompagner des lattes marquées en haut des chiffres 7 et 4. La huitième ligne sur la latte à la pointe noire porte le produit recherché. Cette caisse, inventée par Athanasius Kircher, qui l'appela Organum Mathematicum, ou Cista mathematica ou encore Arca et décrite par Gaspar Schott dans son Organum Mathematicum libris IX explicatum (Wurtzbourg, 1668), constitue une sorte d'encyclopédie portable, ou un système global de classification du savoir.